# Kozure Okami
Kozure Okami (яп. 子連れ狼 Кодзурэ О:ками, «Одинокий волк и его ребёнок») — знаменитая манга (гэкига) Кадзуо Коикэ и художника Госэки Кодзимы. Kozure Okami публиковалась в журнале Manga Action с сентября 1970 по апрель 1976 года. По её мотивам было создано четыре пьесы, снято шесть художественных фильмов с Томисабуро Вакаямой в главной роли и снято несколько телесериалов, главную мужскую роль в которых исполняли такие актёры, как Накамура Кинносукэ I (в сериале Nippon Television 1973—1976 годов), Хидэки Такахаси (TV Asahi, 1989 год) и Кинъя Китаодзи (TV Asahi, 2002—2004 годы). В США издана компанией Dark Horse Comics под названием Lone Wolf and Cub.

## Сюжет
Действие происходит во времена сёгуната Токугава. Манга повествует о приключениях личного палача сёгуна Огами Итто (яп. 拝 一刀 огами итто:), мастера стиля фехтования суйо-рю. Носит вымышленное звание коги кайсякунин (яп. 公儀介錯人, букв. «Кайсяку сёгуната»). Наряду с онивабан и наёмными убийцами, Огами Итто утверждает власть сёгуна среди даймё. Он также помогает самураям, решившим совершить сэппуку, выполнить этот обряд; в этой роли коги кайсякунин наделён правом носить герб сёгуната и фактически действует вместо сёгуна.
Однажды главный герой возвращается домой и видит, что его жена Адзами (яп. 拝 薊) погибла, все слуги убиты, а выжил лишь малолетний сын Дайгоро (яп. 拝 大五郎 дайгоро:). Сначала Огами Итто полагает, что убийство было организовано самураями, мстившими за смерть своего господина, но впоследствии выясняется, что план был составлен кланом Ягю, лидер которого мечтает захватить власть в стране. Захватив пост Итто, Ягю Рэцудо (яп. 柳生 烈堂 ягю: рэцудо:) получил бы контроль над тремя ключевыми властными структурами: сетью шпионов, наёмными убийцами и должностью коги кайсякунина. Ягю удается подбросить в дом Итто свидетельство того, что он якобы желал смерти сёгуна, поэтому его начинают считать предателем. Таким образом, главный герой вынужден оставить должность.

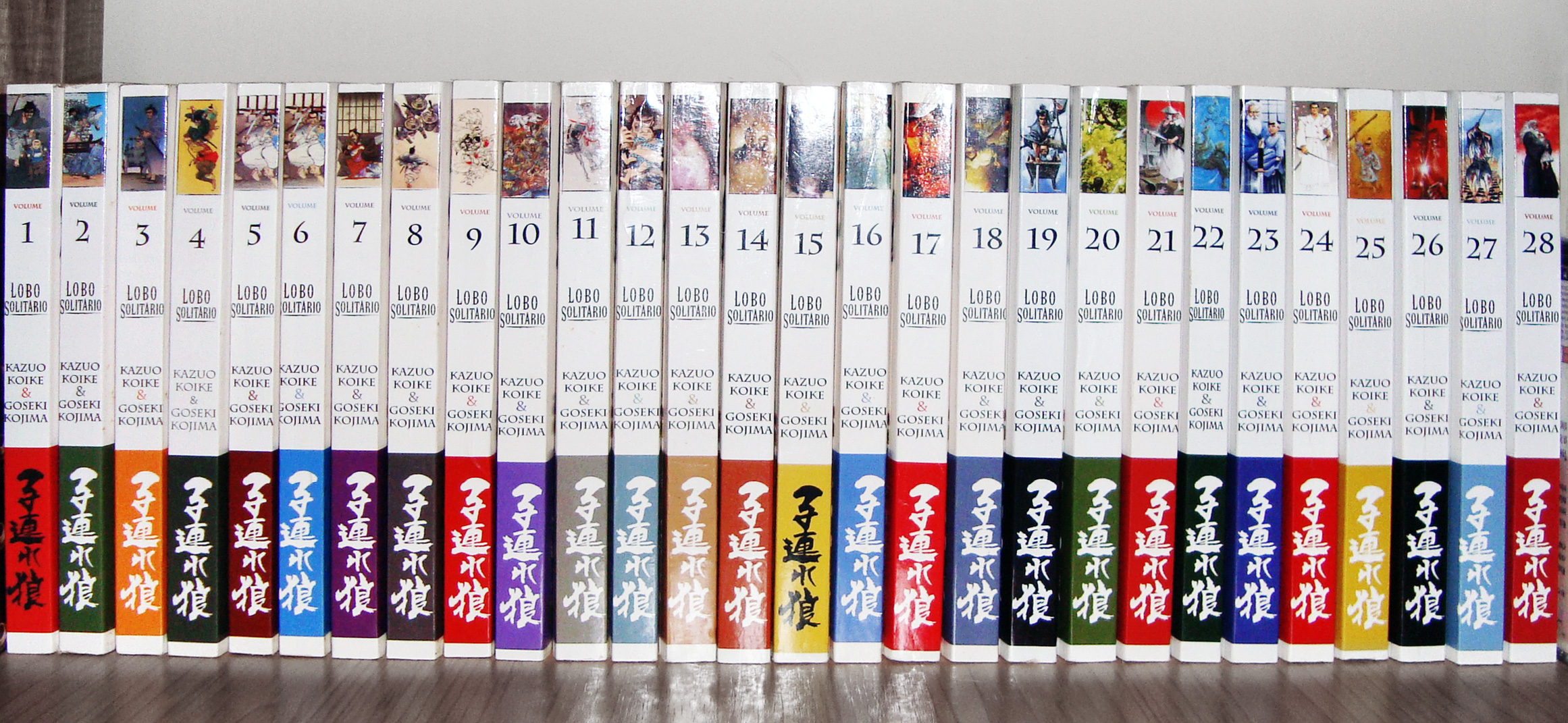
Полное собрание томов Kozure Okami

Сыну, которому исполнился лишь год, отец даёт выбор: мячик или меч. Если бы Дайгоро выбрал мячик, отец убил бы его, отправив вслед за матерью. Однако ребёнок подползает к мечу. Отныне ему предназначен путь ронина, самурая без сюзерена. Итто и сын становятся «демонами» — странствующими наёмными убийцами, поклявшимися уничтожить клан Ягю и отомстить за смерть Адзами и позор Итто. Они становятся известны как «Одинокий волк и его ребёнок».
Итто и Дайгоро переживают многочисленные приключения, сталкиваясь с потомками клана Ягю и убивая сначала их, затем весь клан ниндзя Курокува, а в конце сходясь в поединке с главным отрицательным персонажем (Рэцудо). Финальная схватка Итто и Ягю Рэцудо продолжается 178 глав манги, что делает её одной из самых длинных дуэльных сцен, когда-либо опубликованных в комиксах.
Меч Итто оказывается повреждён из-за коварных действий элитного ниндзя Ягю. Меч ломается, а Итто получает раны, которые являются в конечном счёте фатальными. Заведённый в тупик посередине сражения с Рэцудо, усталый дух Итто оставляет тело: оно неспособно уничтожить врага и до конца пройти «дорогу в ад» — путь отмщения. В финале манги Дайгоро поднимает копьё Рэцудо и в ярости атакует его. Рэцудо не защищается и позволяет проткнуть себя копьём. Перед смертью он со слезами обнимает Дайгоро, тем самым завершая непрерывную цепь смертей и прекращая вражду между кланами.

## Shin Kozure Okami
В 2004 году начался выпуск продолжения истории. На замену художнику Госэки Кодзима, скончавшемуся в 2000 году, Кадзуо Коикэ выбрал Хидэки Мори, который воспроизвёл стиль покойного Кодзимы.
В новой серии, начинающейся сразу после финальной битвы из оригинальной серии, таинственный бородатый ронин приходит на поле битвы и помогает Дайгоро с кремацией Огами и Рэцудо. После этого он продолжает заботиться о Дайгоро, делает ему новую коляску и начинает обучать тайному стилю фехтования. В этой серии главным героем становится взрослеющий Дайгоро и впервые появляются герои-неяпонцы.

## Фильмы
| No. | Название | Год  | Оригинал названия                 | Ромадзи                                       |
| --- | --- | ---- | --------------------------------- | --------------------------------------------- |
| 1   | Одинокий волк и его ребёнок 1: Меч отмщения | 1972 | 子連れ狼 子を貸し腕貸しつかまつる | Kozure Ōkami: Kowokashi udekashi tsukamatsuru |
| 2   | Одинокий волк и его ребёнок 2: Детская коляска на реке Сандзу                                                                                        | 1972 | 子連れ狼 三途の川の乳母車         | Kozure Ōkami: Sanzu no kawa no ubaguruma      |
| 3   | Одинокий волк и его ребёнок 3: Ребёнок в коляске в царстве теней                                                                                     | 1972 | 子連れ狼 死に風に向う乳母車       | Kozure Ōkami: Shinikazeni mukau ubaguruma     |
| 4   | Одинокий волк и его ребёнок 4: Сердце отца - сердце ребёнка                                                                                          | 1972 | 子連れ狼 親の心子の心             | Kozure Ōkami: Oya no kokoro ko no kokoro      |
| 5   | Одинокий волк и его ребёнок 5: Ребёнок в коляске в краю демонов                                                                                      | 1973 | 子連れ狼 冥府魔道                 | Kozure Ōkami: Meifumando                      |
| 6   | Одинокий волк и его ребёнок 6: Белые небеса ада | 1974 | 子連れ狼 地獄へ行くぞ!大五郎      | Kozure Ōkami: Jigoku e ikuzo! Daigoro         |
| 7   | Убийца сёгуна Американский переозвученный монтаж из двух первых фильмов, не имеющий с шестью предыдущими ничего общего, кроме использованных кадров. | 1980 | 子連れ狼                          | Kozure Ōkami                                  |

## Игра
В 1987 году компания Nihon Bussan выпустила по мотивам манги игру Kozure Okami в жанре «beat 'em up». Игрок получает в своё управление Огами Итто, который прорубает себе путь через толпы врагов, неся на спине сына.